# Jugovo jezero
Jugovo jezero je jedino umjetno jezero na Zelengori. 
Ime je dobilo po svom konstruktoru, Jugi, koji je bio lovočuvar u Nacionalnom parku Sutjeska, i njegova ideja o pregradnji jednog potoka je rezultirala nastankom ovog jezerceta.
Jugovo jezero je dugo oko 250m i široko oko 100m. Nalazi se na oko 1450 m nadmorske visine. Okruženo je vrhovima Kalelija i Stog. U njemu ima ubačene kalifornijske pastrmke, čija se mlađ svake godine ponovo ubacuje. Oko 3-4 km od ovog jezera se nalazi Orlovačko jezero.

## Vanjske poveznice
- Slika Jugovog jezera[neaktivna poveznica]